# Parafia św. Augustyna w Coolangatcie
Parafia św. Augustyna w Coolangatcie – parafia rzymskokatolicka, należąca do archidiecezji Brisbane.
Przy parafii funkcjonuje katolicka szkoła podstawowa św. Augustyna.